# Jeanne Émilie de Villeneuve
Jeanne Émilie de Villeneuve (Tolosa, 9 de març de 1811 - Castres, 2 d'octubre de 1854) Religiosa francesa, fundadora de la congregació de les Germanes de la Immaculada Concepció de Castres el 1836. Va ser canonitzada conjuntament amb a Mariam Baouardy, María Cristina de la Inmaculada Concepció Brando i Marie-Alphonsine Ghattas pel Papa Francesc el 17 de maig de 2015 al Vaticà.¹

## Biografia

### Primers passos
Jeanne Émilie de Villeneuve era neta del comte de Villeneuve i tercera dels quatre fils del marquès de Villeneuve, i de Rosalie d'Avessens. Els primers anys de la seva vida van transcórrer al castell d'Hauterive, prop de Castres, on la seva mare es va haver de retirar a causa del seu delicat estat de salut. Als catorze anys, Jeanne Émilie va perdre la seva mare i tres anys després la seva germana Octavie. Aquests fets van marcar la seva existència, així com el contacte que va establir amb el pare jesuïta Le Blanc, a qui va transmetre les preocupacions socials que havien germinat en ella en veure la misèria al seu voltant, en el context històric dels primers albors de la revolució industrial.

### Maduresa
Després de la mort de la mare, la vida familiar de Jeanne Émilie de Villeneuve va transcórrer entre Hauterive i Tolosa, on l'àvia es feu càrrec de l'educació dels seus nets. Als dinou anys, Jeanne Émilie es va traslladar definitivament a Hauterive amb la seva família, on es va fer càrrec de les tasques domèstiques; mentrestant, el seu pare era alcalde de Castres (1826-1830).
Poc després, digué al seu pare que volia ingressar a les Filles de la Caritat, però ell no ho acceptà; li va sol·licitar llavors un temps de reflexió que va durar quatre anys. Abans que acabés el termini, i amb l'aprovació del bisbe, Jeanne Émilie de Villeneuve va crear, amb dues companyes, la Congregació de la Mare de Déu de la Immaculada Concepció de Castres (8 de desembre de 1836), anomenada popularment de les Monges Blaves a causa del color del seu hàbit, i dedicada a l'ajut als desfavorits de la societat: joves, obrers, presoners, malalts...
La congregació va augmentar el nombre de germanes i el seu horitzó es va ampliar des de la França natal fins al Senegal, Gàmbia i Gabon, on es van desplaçar les primeres germanes missioneres. El 1853, Jeanne Émilie de Villeneuve va sol·licitar ésser substituïda com a superiora de la congregació, passant el càrrec a la germana Hélène Delmas. Llavors, Jeanne Émilie va escriure a les seves germanes missioneres: "Després de les eleccions tinc el consol de poder dedicar-me majoritàriament a l'aspecte espiritual de la congregació".

### Mort
A mitjans de 1854 una epidèmia de còlera i de febre assolà el sud de França, estenent els seus efectes fins a Castres: Jeanne Émilie de Villeneuve va morir el 2 d'octubre de 1854 com a conseqüència d'aquesta epidèmia.

## Veneració

### El procés de Beatificació
Durant el Generalat de la germana Sylvie Azaïs, superiora general des de 1921 fins a 1936, es començaren a copiar i classificar alguns documents manuscrits per a aprofundir en el coneixement de l'espiritualitat de la Mare Jeanne Émilie de Villeneuve. És el 1945 quan la superiora general Mare Marie Agathe Vernadat (1936 - 1947) va començar l'estudi dels escrits de la Mare Fundadora, per a la causa de beatificació. El procés de beatificació de Jeanne Émilie de Villeneuve es va iniciar el 1945. Es convertí en venerable amb la promulgació oficial del decret papal sobre l'heroïcitat de les virtuts de Jeanne Émilie de Villeneuve l'octubre de 1991.
La proclamació com a beata es feu sobre la base del guariment de Binta Diaby.
El 18 d'agost de 1947, durant el Capítol General, la Mare Germaine Sapène, superiora general, comunica la decisió del Consell de portar a Roma el Procés de la Causa de Beatificació de la Mare Fundadora, Jeanne-Émilie de Villeneuve. El procés començà el 25 d'agost de 1948 sota la presidència de l'arquebisbe d'Albi, Monsenyor Moussaron. Com que la causa es va posar en marcha 94 anys després de la mort d'aquesta serva de Déu, es va considerar com a “causa històrica”.
L'obertura del Procés Diocesà va tenir lloc el 25 d'agost de 1948. El 20 de novembre de 1948 es va exhumar el cos de Jeanne-Émilie de Villeneuve. La inhumació dels seus ossos es va realitzar el 18 d'agost de 1949. Les sessions del Tribunal Diocesà acabaren el febrer de 1950 i, durant el mes de març de 1950, es transferí el Procés a Roma. La Positio sobre les virtuts s'aprovà el 10 d'octubre de 1984. El 6 de juliol de 1991 tingué lloc la “Lectura del decret de l'heroïcitat de les seves virtuts” davant del Papa, que en va autoritzar la promulgació oficial el 9 d'octubre de 1991.

### El miracle
Binta Diaby (Mamou, Guinea Conakry, 1 de gener de 1978), repudiada pel seu pare que la creia embarassada, intentà suïcidar-se als 19 anys mitjançant la ingestió de sosa càustica. Va ser portada a Barcelona, ingressada i operada d'urgència, però va caure en coma i el seu cas fou considerat en fase terminal. Les germanes de la Congregació de la Immaculada Concepció de Castres, informades per membres de l'hospital de la situació en què es trobava Diaby, van dirigir una novena a Jeanne Émilie de Villeneuve, van pregar per la seva curació i van dipositar diferents relíquies a l'habitació on es trobava la malalta. Es va produir una inesperada i ràpida curació d'aquesta persona que en l'actualitat viu i treballa a Barcelona. Entre el 16 de maig i el 29 d'octubre de 2003 es va fer una enquesta diocesana per la cúria de Barcelona sobre la guarició de Binta Diaby, presumiblement miraculosa.
El 16 de febrer de 2006, la consulta mèdica va reconèixer que el guariment havia estat ràpid, complet, permanent i inexplicable a la llum dels coneixements actuals de la ciència mèdica. A les sessions del 13 de juny de 2006 i del 26 de gener de 2007, el Congrés Particular de Consultors Teològics, va realitzar una investigació amb major profunditat del procés de guariment. El 17 de desembre de 2007, el papa Benet XVI va autoritzar l'emissió del decret sobre el miracle del guariment de Binta Diaby, atribuït a Jeanne Émilie de Villeneuve.

### La beatificació el 2009
La Congregació de la Causa dels Sants promulgà, el 17 de desembre de 2007, el decret sobre el miracle i Jeanne-Émilie de Villeneuve fou beatificada pel cardenal Angelo Amato, prefecte de la Congregació per a la Causa dels Sants, en una cerimònia de beatificació organitzada a Castres (Tarn, França), el 5 de juliol de 2009.

### El segon miracle
Per a la canonització de la Beata Jeanne-Émilie de Villeneuve, la Postulació presentà el cas de la curació de la nena Emilly Maria de Souza, nascuda el 2 d'agost de 2007 a Orocó, Pernambuco del Brasil. El 5 de maig de 2008, Emilly tenia prop de 9 mesos i estava jugant amb el cable d'un ventilador. Va posar el dit a dins d'un endoll i va rebre una descàrrega elèctrica. La van trobar vuit minuts després, paralitzada i gemegant.
Quan va arribar a urgències de l'hospital, Emilly estava blava, desmaiada, sense pols ni respiració: tenia una aturada cardíaca. El metge que la visità digué: la vostra filla està morta ¿què volen que faci? El pare suplicà que no estava morta. Faci tot allò que pugui! El metge de guàrdia Dr. Jairo de Lima Ferreira va intentar de reanimar-la. Normalment els metges ho fan durant 20 minuts. Amb l'Emilly ho va fer durant 1 hora. Quan el cor va començar a donar els primers senyals de vida, trucà una ambulància, que la traslladà a l'hospital Dom Malan.
Hi va estar 10 dies i després 6 dies més a pediatria. El metge que l'acompanyava deia a la família: si Emilly surt d'aquí amb vida no podrà ni veure-hi, ni sentir, ni parlar i encara menys caminar. Sortí de l'hospital el 20 de maig i, efectivament, no hi veia, no parlava, només plorava amb el cap enrere perquè no el podia aguantar.
El 21 de maig es va començar una novena a Émilie de Villeneuve. La novena es va acabar el 29 i el 30. Llavors, a les 6 de la tarda, el seu estat clínic va canviar completament i Emilly a partir d'aquest moment va començar a desenvolupar-se com una nena normal amb les característiques de la seva edat. Avui és una nena bonica, alegre i comunicativa.
La iniciativa per a invocar la beata Jeanne-Émilie de Villeneuve provingué de la germana Ana Célia de Oliveira, religiosa de la Congregació de Nostra Senyora de la Inmaculada Concepció, que coneixia l'avi de l'Emilly, el Sr. Rafael, i la seva família.
Quan la germana Ana Célia va rebre la notícia de l'accident de la neta del Sr. Rafael va començar a invocar a la Fundadora davant una imatge que tenia una relíquia. Aquesta imatge la va donar a la família de la nena, que començà a resar demanant la intercessió de la benaurada posant la imatge amb la relíquia sota el cap de la nena. L'oració en comú, intensa, clara i sense ambigüitats, abans de la curació es desenvolupà en un ambient de fe.
Aquests fets tingueren lloc després de la promulgació del Decret sobre les virtuts heroiques, però abans de la cerimònia de Beatificació. Per aquest motiu es va concedir un indult pontifical per poder prosseguir amb la investigació diocesana sobre el miracle. El reconeixement del miracle transcorregué des del 13 de setembre de 2011 fins al 12 de juny de 2012. Es va constituir el Tribunal Diocesà el 13 de setembre a Peronella. A la consulta mèdica, realitzada el 6 de març de 2014, els experts, unànimement, es van pronunciar sobre el diagnòstic “aturada cardíaca respiratòria prolongada després de la descàrrega elèctrica” i consideraren, per sobre de tot, l'absència de conseqüències neurològiques, que la ciència no pot explicar.

### La canonització el 2015
El 25 de setembre de 2014 el Congrés dels Consultors Teòlegs consideraren la curació de la nena Emilly Maria de Souza, nascuda el 2 d'agost de 2007 a Orocó, Pernambuco a Brasil, com un miracle aconseguit per la intercessió de la beata Jeanne Émilie de Villeneuve.
El Papa Francesco va autoritzar a la Congregació per a la Causa dels Sants promulgar el decret sobre el miracle el 6 de desembre de 2014 i declarà la seva canonització el 17 de maig de 2015.